# رولان لاکومب
رولان لاکومب (فرانسوی: Roland Lacombe‎; ۱۱ ژوئیهٔ ۱۹۳۸ – ۲۶ نوامبر ۲۰۱۱) دوچرخه‌سوار اهل فرانسه بود.